# Паркер, Тим
Ти́моти Ра́йан Па́ркер (англ. Timothy Ryan Parker; 23 февраля 1993, Хиксвилл, Нью-Йорк, США) — американский футболист, центральный защитник клуба MLS «Нью-Инглэнд Революшн».

## Биография

### Молодёжная карьера
Во время обучения в Университете Сент-Джонс в 2011—2014 годах Паркер выступал за университетскую команду в NCAA. Во время межсезоний в колледжах он также играл в лигах четвёртого уровня — в Премьер-лиге развития за клуб «Лонг-Айленд Раф Райдерс» в 2012 году и в Национальной премьер-лиге за клуб «Бруклин Италиенс» в 2013 и 2014 годах.

### Клубная карьера
15 января 2015 года на Супердрафте MLS Паркер был выбран в первом раунде под общим 13-м номером клубом «Ванкувер Уайткэпс». 28 марта он был заявлен в состав новообразованного фарм-клуба «Уайткэпс 2», участника USL. Его профессиональный дебют состоялся 29 марта в первом матче в истории «Уайткэпс 2», в котором ванкуверцы были разгромлены «Сиэтл Саундерс 2» со счётом 4:0. За главную команду «Ванкувер Уайткэпс» Паркер дебютировал 2 мая во встрече против «Портленд Тимберс», завершившейся безголевой ничьей. Первый гол в профессиональной карьере Тим забил 5 августа в ворота «Сиэтл Саундерс» в матче первого тура Лиги чемпионов КОНКАКАФ 2015/16, в котором был зафиксирован ничейный счёт 1:1. Паркер помог «Ванкувер Уайткэпс» одержать победу в Первенства Канады 2015, став автором второго из двух безответных мячей в ворота «Монреаль Импакт» в ответном поединке финала кубка 26 августа. Первым голом в рамках MLS Тим отличился 20 мая 2017 года во встрече со «Спортингом Канзас-Сити», завершившейся со счётом 2:0 в пользу «Ванкувера».
2 марта 2018 года было объявлено об обмене Паркера в «Нью-Йорк Ред Буллз» на Фелипе, $500 тыс. в целевых распределительных средствах и место иностранного игрока в сезоне 2018. За «Ред Буллз» он дебютировал 6 марта в первом матче четвертьфинала Лиги чемпионов КОНКАКАФ 2018 против мексиканской «Тихуаны», выигранном со счётом 2:0, выйдя в стартовом составе. 30 сентября в матче против «Атланты Юнайтед» он забил свой первый гол за «Нью-Йорк Ред Буллз». 12 декабря того же года Паркер подписал с «Нью-Йорк Ред Буллз» новый многолетний контракт.
19 января 2021 года Паркер перешёл в «Хьюстон Динамо» за $450 тыс. в общих распределительных средствах, кроме того «Ред Буллз» мог получить дополнительные $600 тыс. в зависимости от результатов игрока. За «Хьюстон Динамо» он дебютировал 16 апреля в матче стартового тура сезона 2021 против «Сан-Хосе Эртквейкс». 23 июня Паркер продлил контракт с «Хьюстон Динамо» до конца сезона 2024.
11 ноября 2022 года Паркер перешёл в новообразованный клуб «Сент-Луис Сити» за $500 тыс. в общих распределительных средствах, разделённых поровну на следующие два сезона, при этом «Хьюстон Динамо» продолжит выплачивать часть его зарплаты за этот же период времени. Паркер стал автором первого гола в истории «Сент-Луис Сити», 25 февраля 2023 года в матче стартового тура сезона против «Остина» он открыл счёт и помог клубу-новичку лиги одержать дебютную победу с результатом 3:2. Паркер принял участие в Матче всех звёзд MLS 2023, в котором команда звёзд MLS принимала английский «Арсенал». По итогам сезона 2023 Паркер был включён в символическую сборную MLS.
3 августа 2024 года «Сент-Луис Сити» обменял Паркера с $600 тыс. в общих распределительных средствах «Нью-Инглэнд Революшн» на Хенри Кесслера. За «Революшн» он дебютировал 7 сентября в матче против своего бывшего клуба «Сент-Луис Сити».

### Международная карьера
В марте 2016 года Паркер был в составе олимпийской сборной США, уступившей в борьбе за путёвку на футбольный турнир Олимпийских игр в Рио-де Жанейро в матчах плей-офф квалификации олимпийцам Колумбии.
Свой первый вызов в национальную сборную США Паркер получил в январе 2016 года, в тренировочный лагерь перед товарищескими матчами со сборными Исландии 31 января и Канады 5 февраля, однако в заявку на первый матч он не попал, а во втором остался на скамейке запасных. В октябре 2016 года Тим был вызван на товарищеский матч со сборной Новой Зеландии, но в игре, состоявшейся 11 октября, опять не был задействован. В начале 2018 года Паркер был вновь приглашён в традиционный январский тренировочный лагерь сборной США в преддверии товарищеского матча со сборной Боснии и Герцеговины, но во встрече, состоявшейся 28 января, участия не принял, оставшись в запасе. 29 мая 2018 года Паркер получил вызов на товарищеские матчи со сборными Ирландии и Франции, и в игре с ирландцами, состоявшейся 2 июня, дебютировал за американскую сборную, выйдя на замену на 61-й минуте вместо Кэмерона Картер-Викерса, в игре с французами, состоявшейся 9 июня, впервые вышел в стартовом составе звёздно-полосатой дружины.

## Статистика выступлений
| Выступление            | Выступление      | Выступление      | Лига | Лига | Плей-офф | Плей-офф | Кубок | Кубок | Континент | Континент | Итого | Итого |
| Клуб                   | Лига             | Сезон            | Игры | Голы | Игры     | Голы     | Игры  | Голы  | Игры      | Голы      | Игры  | Голы  |
| ---------------------- | ---------------- | ---------------- | ---- | ---- | -------- | -------- | ----- | ----- | --------- | --------- | ----- | ----- |
| Ванкувер Уайткэпс      | MLS              | 2015             | 15   | 0    | 2        | 0        | 4     | 1     | 4         | 1         | 25    | 2     |
| Ванкувер Уайткэпс      | MLS              | 2016             | 29   | 0    | —        | —        | 3     | 1     | 3         | 0         | 35    | 1     |
| Ванкувер Уайткэпс      | MLS              | 2017             | 32   | 1    | 3        | 0        | 1     | 0     | 4         | 0         | 40    | 1     |
| Ванкувер Уайткэпс      | Итого            | Итого            | 76   | 1    | 5        | 0        | 8     | 2     | 11        | 1         | 100   | 4     |
| Уайткэпс 2 (фарм-клуб) | USL              | 2015             | 7    | 0    | —        | —        | —     | —     | —         | —         | 7     | 0     |
| Уайткэпс 2 (фарм-клуб) | Итого            | Итого            | 7    | 0    | —        | —        | —     | —     | —         | —         | 7     | 0     |
| Нью-Йорк Ред Буллз     | MLS              | 2018             | 29   | 1    | 4        | 1        | 1     | 0     | 4         | 0         | 38    | 2     |
| Нью-Йорк Ред Буллз     | MLS              | 2019             | 31   | 0    | 1        | 1        | 1     | 0     | 4         | 0         | 37    | 1     |
| Нью-Йорк Ред Буллз     | MLS              | 2020             | 19   | 0    | 1        | 0        | —     | —     | —         | —         | 20    | 0     |
| Нью-Йорк Ред Буллз     | Итого            | Итого            | 79   | 1    | 6        | 2        | 2     | 0     | 8         | 0         | 95    | 3     |
| Хьюстон Динамо         | MLS              | 2021             | 34   | 0    | —        | —        | —     | —     | —         | —         | 34    | 0     |
| Хьюстон Динамо         | MLS              | 2022             | 28   | 0    | —        | —        | 1     | 0     | —         | —         | 29    | 0     |
| Хьюстон Динамо         | Итого            | Итого            | 62   | 0    | —        | —        | 1     | 0     | —         | —         | 63    | 0     |
| Сент-Луис Сити         | MLS              | 2023             | 29   | 4    | 2        | 1        | 1     | 0     | 1         | 0         | 33    | 5     |
| Сент-Луис Сити         | MLS              | 2024             | 21   | 0    | —        | —        | —     | —     | 2         | 1         | 23    | 1     |
| Сент-Луис Сити         | Итого            | Итого            | 50   | 4    | 2        | 1        | 1     | 0     | 3         | 1         | 56    | 6     |
| Нью-Инглэнд Революшн   | MLS              | 2024             | 1    | 0    | —        | —        | —     | —     | —         | —         | 1     | 0     |
| Нью-Инглэнд Революшн   | Итого            | Итого            | 1    | 0    | —        | —        | —     | —     | —         | —         | 1     | 0     |
| Всего за карьеру       | Всего за карьеру | Всего за карьеру | 275  | 6    | 13       | 3        | 12    | 2     | 22        | 2         | 322   | 13    |

Источники: Transfermarkt, Soccerway, Footballdatabase.eu.

## Достижения
Командные
 «Ванкувер Уайткэпс»
- Победитель Первенства Канады: 2015

 «Нью-Йорк Ред Буллз»
- Победитель регулярного чемпионата MLS: 2018

Индивидуальные
- Член символической сборной MLS: 2023
- Участник Матча всех звёзд MLS: 2023[44]